# Hugo Hartmann (Komponist)
Hugo Hartmann (* 12. März 1862 in Portschweiten, Kreis Stuhm; † 19. Juni 1907 in Marienburg, Westpreußen) war ein deutscher Lehrer und Organist. Er war der Komponist des Westpreußenliedes.

## Leben
Hartmann wirkte als Lehrer und Organist bis 1885 in Stegers, Kreis Schlochau, später an der katholischen Gemeindeschule in Marienburg. Als Autodidakt spezialisierte er sich auf das Klavier und führte größere Musikveranstaltungen in Elbing und Danzig durch.
Nach seinem Tod wurde er auf dem katholischen Friedhof Große Geistlichkeit in Marienburg bestattet.